# Uroplatus lineatus
Uroplatus lineatus is een hagedis die behoort tot de gekko's. Het is een van de soorten bladstaartgekko's uit het geslacht Uroplatus.

## Naam en indeling
De wetenschappelijke naam van de soort werd voor het eerst voorgesteld door André Marie Constant Duméril en Gabriel Bibron in 1836. Oorspronkelijk werd de naam Ptyodactylus lineatus gebruikt. In het verleden werden andere geslachtsnamen gebruikt, zoals Oiacurus en Uroplates.
De soortaanduiding lineatus betekent vrij vertaald 'gestreept'.

## Uiterlijke kenmerken
Uroplatus lineatus bereikt een lichaamslengte van 10,8 tot 13,9 centimeter exclusief de staart en staartlengte van 7,6 tot 10,6 cm. De soort is makkelijk te herkennen aan het zeer dunne lichaam, poten en kop, de staart is smaller dan die van verwante soorten.
De lichaamskleur is geelbruin tot bruin met duidelijke lengtestrepen over de gehele bovenzijde van het lijf. Deze strepen bestaan ook weer uit dunnere lichte en donkere strepen. De staart is zeer kort en sterk afgeplat waardoor de gekko er spookachtig uitziet en dit wordt versterkt door de grote oranjebruine ogen. Boven ieder oog zijn twee doornachtige uitsteeksels aanwezig. De kop is smal en spits. De buik is wit tot lichtgeel van kleur, op het midden van de rug loopt een witte, vlekkerige streep of een vlekkenrij. De tenen en hechtschijven zijn zeer groot en staan in contrast met de juist dunne poten.

## Levenswijze
Het is een nachtactieve hagedis en het voedsel bestaat uit insecten en andere geleedpotigen. De gekko leeft in vochtige kustbossen en met name dichtbegroeide delen met veel takken en bladeren hebben de voorkeur. Deze soort verstopt zich overdag tussen boomkruinen en struiken. De vrouwtjes leggen slechts enkele eitjes per keer en bevestigen deze aan de onderzijde van bladeren. De hagedis houdt enkele maanden een winterslaap tijdens de koelere periode van het jaar.

## Verspreiding en habitat

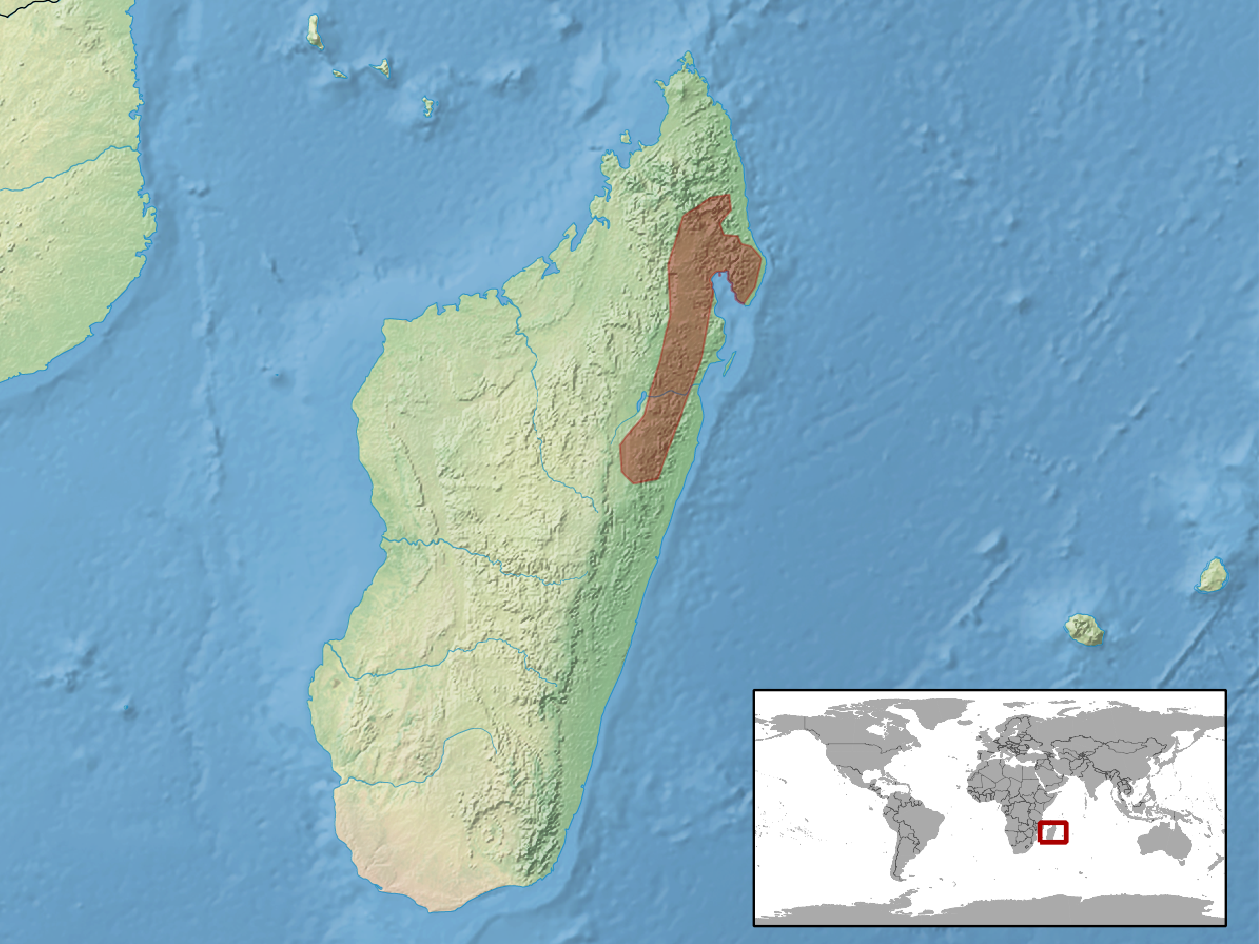
Verspreidingsgebied in het rood.

De soort komt voor in delen van Afrika en leeft endemisch in oostelijk Madagaskar. De habitat bestaat uit vochtige tropische en subtropische laaglandbossen. De bladstaartgekko is aangetroffen van zeeniveau tot op een hoogte van ongeveer 600 meter boven zeeniveau.

## Beschermingsstatus
Door de internationale natuurbeschermingsorganisatie IUCN is de beschermingsstatus 'veilig' toegewezen (Least Concern of LC).